# Občina Kamnik
Občina Kamnik (německy Gemeinde Stein in Krain) je jednou z 212 občin ve Slovinsku. Nachází se v Středoslovinském regionu na území historického Kraňska. Občinu tvoří 102 sídel, její rozloha je 265,6 km² a k 1. lednu 2017 zde žilo 29 416 obyvatel. Správním střediskem občiny je město Kamnik.

## Členění občiny
Občina se dělí na sídla: Bela Peč, Bela, Bistričica, Brezje nad Kamnikom, Briše, Buč, Cirkuše v Tuhinju, Češnjice v Tuhinju, Črna pri Kamniku, Črni Vrh v Tuhinju, Gabrovnica, Godič, Golice, Gozd, Gradišče v Tuhinju, Hrib pri Kamniku, Hruševka, Jeranovo, Kališe, Kamnik, Kamniška Bistrica, Klemenčevo, Kostanj, Košiše, Kregarjevo, Krivčevo, Kršič, Laniše, Laseno, Laze v Tuhinju, Liplje, Loke v Tuhinju, Mali Hrib, Mali Rakitovec, Markovo, Mekinje, Motnik, Nevlje, Okrog pri Motniku, Okroglo, Oševek, Pirševo, Podbreg, Podgorje, Podhruška, Podjelše, Podlom, Podstudenec, Poljana, Poreber, Potok v Črni, Potok, Praproče v Tuhinju, Pšajnovica, Ravne pri Šmartnem, Rožično, Rudnik pri Radomljah, Sela pri Kamniku, Sidol, Smrečje v Črni, Snovik, Soteska, Sovinja Peč, Spodnje Palovče, Spodnje Stranje, Srednja vas pri Kamniku, Stahovica, Stara Sela, Stebljevek, Stolnik, Studenca, Šmarca, Šmartno v Tuhinju, Špitalič, Trebelno pri Palovčah, Trobelno, Tučna, Tunjice, Tunjiška Mlaka, Vaseno, Velika Lašna, Velika Planina, Veliki Hrib, Veliki Rakitovec, Vir pri Nevljah, Vodice nad Kamnikom, Volčji Potok, Vranja Peč, Vrhpolje pri Kamniku, Zagorica nad Kamnikom, Zajasovnik, Zakal, Zavrh pri Črnivcu, Zduša, Zgornje Palovče, Zgornje Stranje, Zgornji Motnik, Zgornji Tuhinj, Znojile, Žaga, Žubejevo, Županje Njive